# Junín (canton)
Pour les articles homonymes, voir Junin.
Junín est un canton d'Équateur situé dans la province de Manabí.